# Christian Sebastia
Christian Sebastia Almenar, mais conhecido como Christian Sebastia, nasceu em 7 de maio de1974 na cidade de Ciudad Guayana, Bolívar, Venezuela. Cantor, músico, produtor e compositor. Entre os anos de 2006 e 2015, Christian foi Pastor da Iglesia de Jesucristo junto a sua esposa Eukarys Sebastia.  É um proponente e autor contemporâneo da adoração e do louvor, também chamada de música gospel. Christian Sebastia é chamado no meio artístico como "o Pastor das celebridades" e junto com sua esposa Eukarys, eles são conselheiros pastorais de casais e famílias de Hollywood. Em 15 de novembro de 2020, Christian e sua esposa Eukarys foram ordenados como Ministros da Palavra pela Igreja Cristã Reformada da América em Spring, Texas.

## Biografia
Christian Sebastia é o primeiro de cinco filhos do casamento de Juan Pablo Sebastia e Aura Mercedes Sebastia, jovens missionários venezuelanos que no ano de 1969, após o término de seus estudos teológicos em Porto Rico, mudaram-se para Puerto Ordaz, na Venezuela, onde iniciaram sua obra missionária.
Em 1996, casou-se com a venezuelana Eukarys Piña, com quem tem três filhos: Sabrina Sebastia (1999), Samantha Sebastia (2003) e Christian Sebastia Jr. (2005).

## Carreira

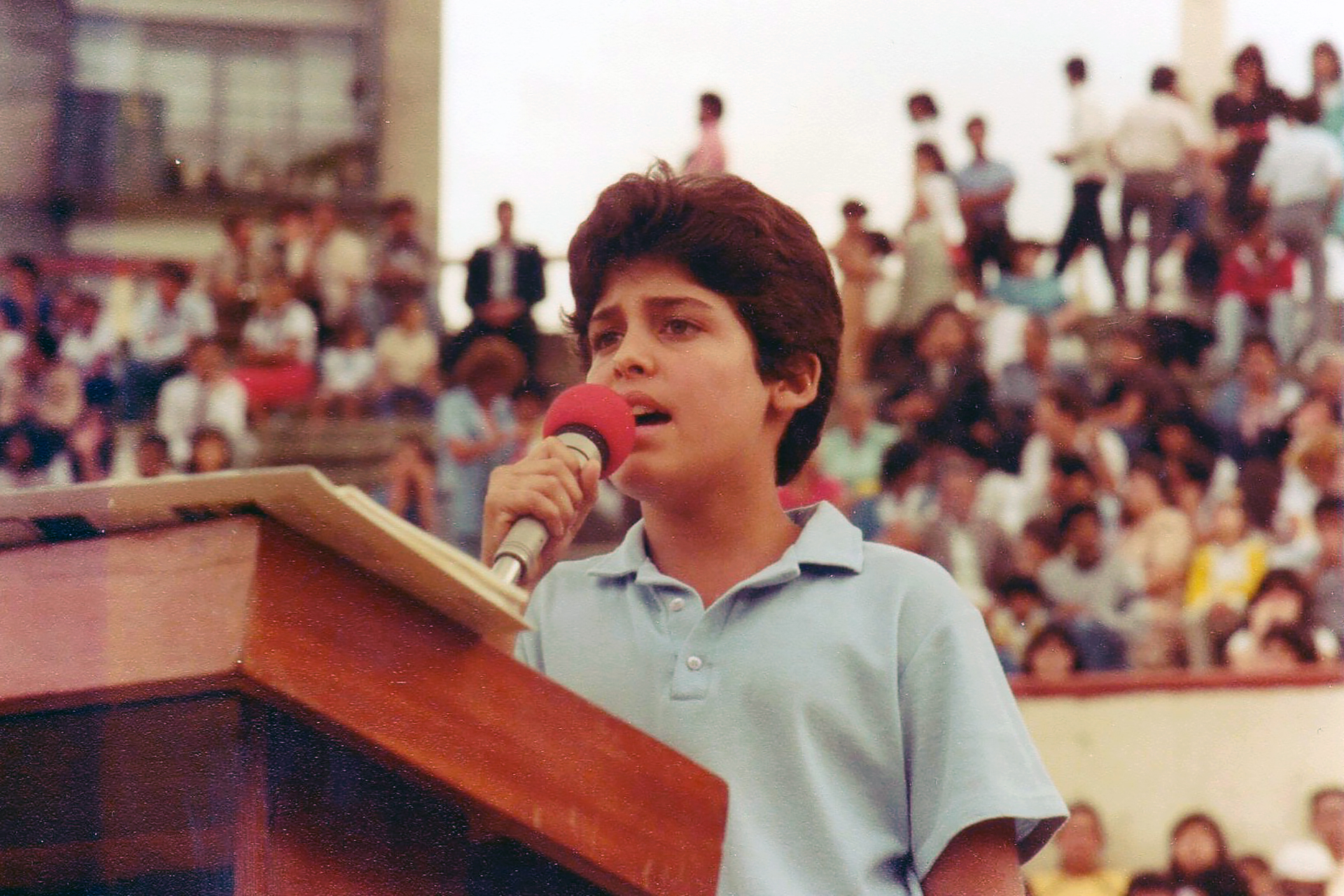
Christian Sebastia no "Nuevo Circo" de Caracas, Venezuela em 1986

A primeira produção da qual Christian Sebastia participou como cantor foi “La Familia”, interpretando duas canções em uma produção de dez músicas realizada em 1986 e produzida por seu pai.
Esse foi o início formal de sua carreira musical, a qual o levou a cenários importantes como o "Nuevo Circo" de Caracas, diante de um público de mais de nove mil pessoas. Um ano depois, receberia o reconhecimento da audiência cristã protestante em espanhol através da única emissora cristã protestante da época, a Radio Trans Mundial. No ano de 2003, o álbum “En Ti” projetou sua carreira musical como artista, compositor e produtor no âmbito internacional. No ano de 2004, foi o primeiro cantor venezuelano a participar da “Noite de Gala” da Expolit 2004 e a canção “Me Alegraré y Gozaré”, da produção musical “En Ti”, foi incluída na compilação musical realizada pela Expolit e intitulada “Llamados para este tiempo”, na qual dividiu espaço com os artistas cristãos mais reconhecidos da época. Durante 14 anos ininterruptos, Christian foi expositor da Expolit.
Em março de 2004, apresentou-se durante seis noites consecutivas no Monumental de Valencia, com uma frequência diária de mais de 25 mil pessoas.
Em maio de 2004, Christian apareceu na capa n° 39, Volume 11, da Revista Alerta (fundada no ano de 1990 na cidade de Nova Iorque pelo grupo de comunicação Alerta TV Network), sendo o primeiro cantor venezuelano a obter essa distinção.
Entre algumas das canções do álbum “En Ti”, destacam-se “Tiempo de Júbilo”, “En Ti” e “Me Alegraré y Gozaré”, canções que interpretou no Madison Square Garden de Nova Iorque nos dias 27, 28 e 29 de julho do ano de 2006. Foi o primeiro cantor cristão venezuelano a se apresentar perante um público de mais de 25 mil pessoas, junto a outros artistas cristãos americanos de reconhecida trajetória, como Martha Munizzi e Alvin Slaughter.
No ano de 2008, foi lançado no mercado cristão o álbum “Tu Amor”, gravado ao vivo com a participação de mais de três mil pessoas nas instalações da Iglesia de Jesucristo, na cidade de Guayana. Essa produção conta com convidados de prestígio que cantaram duetos com Christian Sebastia, como nas canções “Tu amor” e “Palabra del Señor”, interpretadas juntamente com o pastor e artista Marcos Witt, 5 vezes ganhador do Grammy Latino, com uma trajetória de mais de 30 anos de carreira e mais de 60 produções musicais; “Tu eres mi abrigo”, com o Pastor Juan Sebastia, seu pai, que conta com 11 produções musicais; e “Para darte la Gloria”, interpretada em dueto com a cantora cristã Jennifer Salinas
Nesse mesmo ano, recebeu a distinção do Mara de Ouro como melhor produção cristã do ano de 2008..
A partir do ano de 2013, Christian passou a ser produtor de Monica Rodriguez, artista cristã e primeira mulher venezuelana a ganhar o Grammy Latino em 2010 como prêmio pelo melhor álbum cristão do ano, contando com a produção musical de “Tienes que crer”, e indicação ao Grammy Latino por melhor álbum cristão de 2013, com “Encontré Su Amor”, também indicado aos prêmios Arpa do mesmo ano.
Um ano depois, a produção de “Mi Dios es grande” foi indicada aos prêmios Arpa 2014. No mesmo ano, Christian Sebastia foi reconhecido pela organização Mara de Ouro como produtor pelo tour de Monica Rodriguez através do Equador, México, Estados Unidos e Venezuela.
Durante sua carreira, produziu e participou de numerosos concertos com público inumerável, trabalhando na produção dos seguintes tours de Marcos Witt na Venezuela: “Poderoso”, no ano de 1998, para 22 mil pessoas; “Todos Tienen que Saber”, do ano de 2001, para 25 mil pessoas; “Sana Nuestra Tierra”, do ano de 2005, para 35 mil pessoas (da produção ganhadora do Grammy em 2003); “Sobrenatural”, no ano de 2008, para 60 mil pessoas; “25 Conmemorativo”, no ano de 2011, para 40 mil pessoas, produção vencedora do Grammy em 2012 e que Christian recebeu o Mara de Ouro pela melhor produção manager de tour “Marcos Witt – 25 Conmemorativo”, “Sigues Siendo Dios”, no ano de 2016 para 50 mil pessoas.
No ano de 2014, participou do “Festival Juventud Libre” juntamente com outros artistas nacionais e internacionais, contando com um público de mais de 25 mil pessoas.
Em maio de 2018 o álbum "Tengo Fe" foi lançado. Esta produção musical cristã conta com a participação de estrelas convidadas, que cantaram junto com canções de Christian Sebastia: "Tu Amor" com Ilan Chester, "Nunca Pude Imaginar" com Mariaca Semprún, "Jesús La Razón" com Luis Fernando Borjas vocalista de Guaco (banda), "A ti Me Rindo" com Gabriela Cartulano, nomeada para o melhor álbum cristão na edição do Grammy Latino do ano de 2017, "Principe de Paz" com Clayton Uehara entre outros.

## Discografia
- La Familia
- En Ti[14]
- Llamados para este tiempo[15]
- Tu Amor[16]
- eXplosión 2013[17][18]
- Tengo Fe[19]

## Prêmios e indicações
- Mara de Oro por “Tu Amor” como "Melhor Álbum de Música Cristã" do ano de 2008
- Mara de Oro por "Melhor Produção Manager Tour 25 Conmemorativo - Marcos Witt" do ano de 2011
- Mara de Oro por "Melhor Produção Manager Tour Monica Rodriguez - Equador, Venezuela, México e Estados Unidos" do ano de 2014